# Eucera serraticornis
Eucera serraticornis är en biart som beskrevs av Jean-Paul Risch 1999. Eucera serraticornis ingår i släktet långhornsbin, och familjen långtungebin. Inga underarter finns listade i Catalogue of Life.